# Pescarolo 03
Pour les articles homonymes, voir Pescarolo.
La Pescarolo 03 est une barquette de course construite par Pescarolo pour prendre la suite en 2012 de la Pescarolo 01 (la Pescarolo 02 étant une voiture de catégorie inférieure, de catégorie LMP3 et destinée aux écoles de pilotage) et concourir en catégorie Le Mans Prototype en championnat du monde d'endurance FIA et aux 24 Heures du Mans.

## Caractéristiques techniques
Basée sur un châssis d'Aston Martin AMR-One, la Pescarolo 03 en est une évolution. Le moteur six-cylindres en ligne d'Aston Martin est remplacé par un V8 Judd de 3,4 L conforme à la nouvelle réglementation 2012. L'aérodynamique a été développée par CFD (simulation informatique). Pour des raisons d'homologation, la voiture conserve la quasi-totalité des éléments de la coque, mais l'aérodynamique et une partie de la mécanique sont adaptées à la nouvelle motorisation. La boîte de vitesses de l'Aston Martin AMR-One est conservée pour réduire les coûts et pour pouvoir s'adapter à un éventuel système hybride, pour lequel l'Aston Martin avait été conçue. 

## En course
Les débuts en compétition étaient prévus lors des 6 Heures de Spa 2012, succédant directement à la Pescarolo 01 du Pescarolo Team qui avait effectué sa dernière course lors des 12 Heures de Sebring 2012. Cependant, des retards de livraison sur la 03 ont provoqué son forfait à Spa, ce qui a empêché le Pescarolo Team de marquer des points en championnat WEC, la Dome S102.5 également engagée par l'écurie ne pouvant marquer de points à la place de la 03. En conséquence, la 03 a fait ses débuts lors de la journée test des 24 Heures du Mans (le dimanche 3 juin 2012), après de nombreuses péripéties, dues au manque de financement du projet. 
Équipée d'un V8 Judd - qui engendrait des vibrations destructrices pour tout l'environnement moteur - la Pescarolo 03 n'a pu avoir qu'un rôle de figurante pendant les 24 Heures du Mans 2012, en réalisant au mieux des temps de 3 min 37 s (l'AMR one ayant réalisé 3 min 47 s en 2011) contre 3 min 29 s pour les meilleures LMP1 essence privées (mais tournant aussi vite que la Oak Pescarolo 01 engagée par le OAK Racing en LMP1). La course s'est terminée au bout de 4 h 30 sur casse moteur (toutes les autres LMP1 équipées du même moteur ayant elles aussi subi le même sort, la Dome du Pescarolo Team finissant, mais non classée). Ce sera sa seule participation.
Les difficultés financières de Pescarolo Team mettront fin au projet, l'équipe étant déclarée en liquidation judiciaire en janvier 2013.

## Résultats

### Résultats aux 24 Heures du Mans
| Saison | Écurie         | Châssis      | Moteur           | Pneus    | Numéro | Qualif | Course |
| ------ | -------------- | ------------ | ---------------- | -------- | ------ | ------ | ------ |
| 2012   | Pescarolo Team | Pescarolo 03 | Judd DB 3.4 L V8 | Michelin | 16     | 13e    | Abd    |

### Résultats aux Journées Test des 24 Heures du Mans
| Edition | Écurie         | Châssis      | Moteur           | Pneus    | Numéro | Position |
| ------- | -------------- | ------------ | ---------------- | -------- | ------ | -------- |
| 2012    | Pescarolo Team | Pescarolo 03 | Judd DB 3.4 L V8 | Michelin | 16     | 12e      |

### Résultats en Championnat du monde d'endurance FIA
| Saison | Écurie         | Châssis      | Moteur           | Pneus    | Numéro | Courses | Courses | Courses | Courses | Courses | Courses | Courses | Courses | Points inscrits | Classement |
| Saison | Écurie         | Châssis      | Moteur           | Pneus    | Numéro | 1       | 2       | 3       | 4       | 5       | 6       | 7       | 8       | Points inscrits | Classement |
| ------ | -------------- | ------------ | ---------------- | -------- | ------ | ------- | ------- | ------- | ------- | ------- | ------- | ------- | ------- | --------------- | ---------- |
| 2012   | Pescarolo Team | Pescarolo 03 | Judd DB 3.4 L V8 | Michelin |        | SEB     | SPA     | LMS     | SIL     | SÃO     | BHR     | FUJ     | SHA     |                 |            |
| 2012   | Pescarolo Team | Pescarolo 03 | Judd DB 3.4 L V8 | Michelin | 16     |         | Forf.   | Abd     |         |         |         |         |         | 25              | 5e         |